# Quiévy
Quiévy – miejscowość i gmina we Francji, w regionie Hauts-de-France, w departamencie Nord.
Według danych na rok 1990 gminę zamieszkiwało 1848 osób, a gęstość zaludnienia wynosiła 269 osób/km² (wśród 1549 gmin regionu Nord-Pas-de-Calais Quiévy plasuje się na 387. miejscu pod względem liczby ludności, natomiast pod względem powierzchni na miejscu 528.).

## Współpraca międzynarodowa
- Netphen